# Dmitri Witaljewitsch Weber
Dmitri Witaljewitsch Weber (russisch Дмитрий Витальевич Вебер; * 10. Februar 1999) ist ein russischer Fußballspieler.

## Karriere

### Verein
Weber begann seine Karriere bei Donenergo Aksai. Im Sommer 2015 wechselte er zum Drittligisten FK SKA Rostow, für den er im August 2015 gegen Druschba Maikop in der 2. Division debütierte. In der Winterpause der Saison 2015/16 wechselte er in die Akademie des FK Rostow.
Nachdem er im August 2016 erstmals im Kader der Profis gestanden war, debütierte er im September 2016 schließlich in der Premjer-Liga, als er am sechsten Spieltag der Saison 2016/17 gegen Krylja Sowetow Samara in der 81. Minute für Andrei Prepeliță eingewechselt wurde. Im selben Monat spielte er auch erstmals für die U-19-Mannschaft der Rostower in der Youth League.

### Nationalmannschaft
Weber debütierte im August 2016 für die russische U-18-Auswahl, als er in einem Testspiel gegen Ungarn in der 85. Minute für Roman Denissow eingewechselt wurde.